# Луганско језеро
Луганско језеро (итал. Lago di Lugano или Ceresio) је једно од језера јужне Швајцарске и северне Италије. Подељено је између швајцарског кантона Тићино и италијанске регије Ломбардија. Име је добило по швајцарском граду Лугано. Луганско језеро има површину од 48,7 km², од којих је 18 km² у Италији, а 30,7 km² у Швајцарској. Надморска висина му је 271 метар. Реком Треза отиче у језеро Мађоре. Највећа дужина језера је 35 km, а ширина 3 km и дубина 288 m.
Први пут га је цитирао Гргур из Тура 590. године под именом Цересио, за које се каже да потиче од латинске речи церасус, што значи трешња, а односи се на обиље стабала трешње која је у једном тренутку красиле обале језера. Језеро се у документима појављује 804. године под именом Laco Luanasco.
Кулминација слива језера је врх Пико ди Ђино у Луганским предалпима (2.245 м). Купање у језеру је дозвољено у било ком од 50-ак купалишта која се налазе дуж швајцарских обала.

## Загађење
Загађење је дуго био проблем у језеру Лугано. Шездесетих и седамдесетих година прошлог века званично је било забрањено купање у језеру.
Италијанска еколошка група Легамбиенте је у својој студији о свим северним италијанским језерима из 2007. утврдила да је језеро Лугано најзагађеније од свих.